# رود اولدمن
رود اولدمن(به انگلیسی: Oldman River) رودی است به رود ساسکاچوان جنوبی می‌ریزد. این رود از کشور کانادا می‌گذرد.